# Jörn Rohde
Jörn Rohde (* 16. Januar 1959 in Bern) ist ein deutscher Diplomat und seit Juli 2020 Botschafter der Bundesrepublik Deutschland in Kosovo.

## Leben
Rohde schloss 1979 das Abitur ab und absolvierte anschließend den Wehrdienst. Dann studierte er von 1981 bis 1985 Geschichte, Volkswirtschaftslehre und Politikwissenschaft. 1986/87 besuchte er das College of Europe in Brügge. Rohde ist verheiratet und Vater von vier Kindern.

## Laufbahn
Nach dem Eintritt in den Auswärtigen Dienst war er von 1991 bis 1993 an der Botschaft Jakarta (Indonesien), tätig, danach bis 1996 bei der Ständigen Vertretung der Bundesrepublik Deutschland bei der Europäischen Union. Nach der Rückkehr ins Auswärtige Amt wurde Rohde 1999 Ständiger Vertreter des Leiters des Generalkonsulats Osaka-Kobe, Japan. Ab 2001 wurde er wieder im Inland eingesetzt, zunächst als außenpolitischer Berater im Deutschen Bundestag, anschließend als stellvertretender Referatsleiter im Auswärtigen Amt. 2006 ging Rohde als Ständiger Vertreter an die Botschaft Ottawa (Kanada). 
Nach einer erneuten Tätigkeit im Auswärtigen Amt (2009–2013), diesmal als Referatsleiter, wurde Rohde 2013 Leiter des Generalkonsulats in Bangalore, Indien. Von August 2016 bis Juli 2020 war er Botschafter der Bundesrepublik Deutschland in Colombo, Sri Lanka. Seit Juli 2020 ist Rohde Botschafter der Bundesrepublik Deutschland in Pristina, Kosovo.